# Nijmegen-Nieuw-West
Nijmegen-Nieuw-West ist ein Gemeindebezirk in Nijmegen in der niederländischen Provinz Gelderland, wo rund 17.500 Menschen auf einer Fläche 6,53 Quadratkilometern leben.

## Geografie
Der Bezirk liegt im Westen der Gemeinde Nijmegen und grenzt an die Nachbargemeinde Beuningen. Weurt, eine Ortschaft, die zu Beuningen gehört, wird durch den Maas-Waal-Kanal von Nijmegen-Nieuw-West getrennt und kann, ebenso wie der Bezirk Lindenholt, über die Neerbosschebrug sowie den Sluiscomplex Weurt erreicht werden. Im Norden wird Nijmegen-Nieuw-West durch die Waal vom Bezirk Nijmegen-Noord abgeschnitten. Des Weiteren sind die benachbarten Gemeindebezirke Nijmegen-Noord, Nijmegen-Oud-West, Nijmegen-Midden und Lindenholt.

## Sehenswürdigkeiten

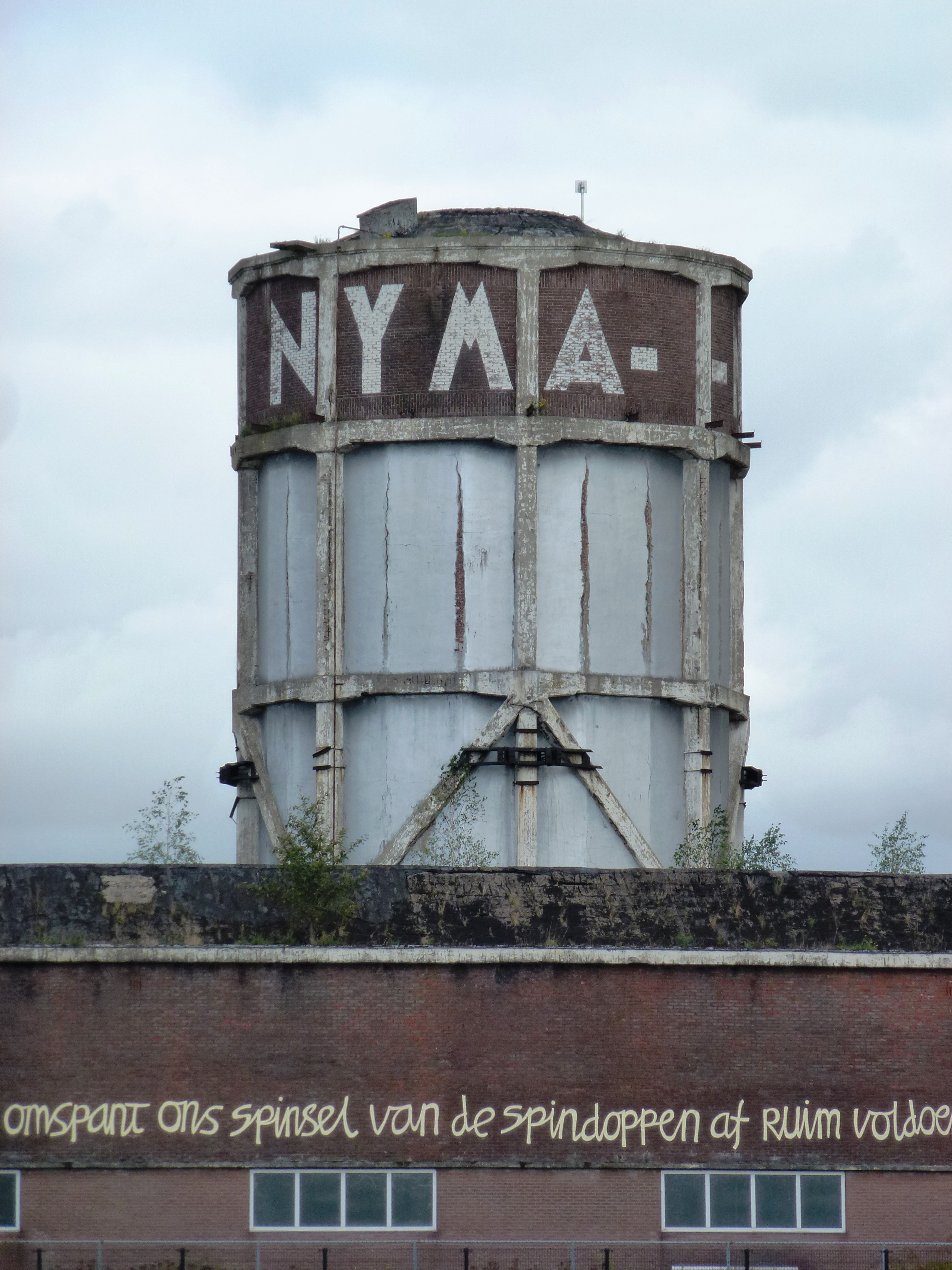
Der NYMA-watertoren

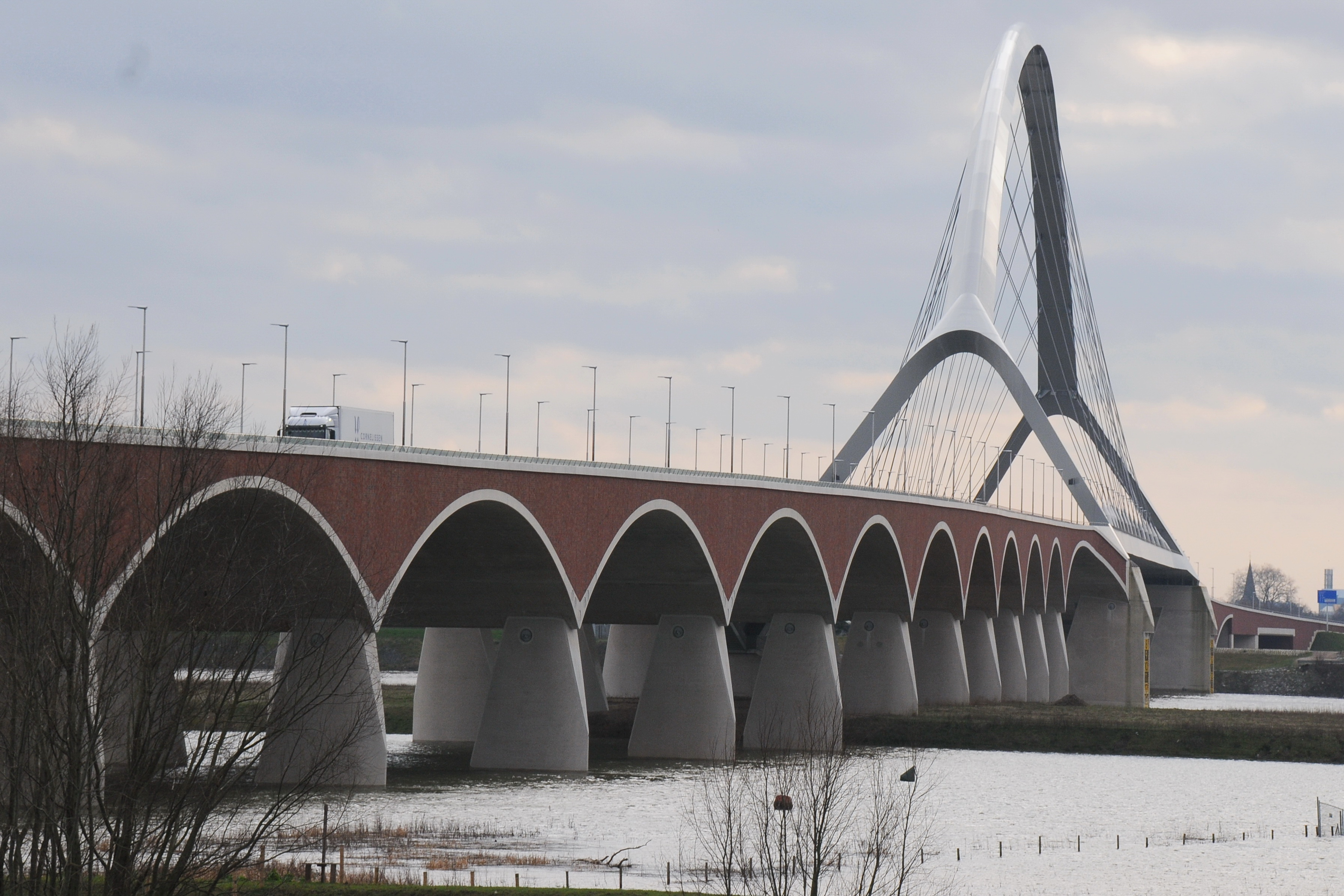
De Oversteek

- Der NYMA-watertoren ist ein als Gemeindedenkmal geschütztes Bauwerk am Ufer der Waal. Er diente der ehemaligen Kunstseidefabrik Nyma und wurde 1929 gebaut. Am 14. November 2012 wurde er in das Verzeichnis der Gemeindedenkmäler aufgenommen und steht symbolisch für die Nijmeegse Industrie.[2]
- Die Straßenbrücke De Oversteek verbindet die Bezirke Nijmegen-Nieuw-West und Nijmegen-Noord miteinander. Im Jahr 2013 wurde der Bau der Netzwerkbogenbrücke abgeschlossen. Sie soll die östliche Straßenbrücke, die Waalbrug, entlasten. Die Brücke verfügt über die längste Spannweite in Europa, die aus einem Bogen besteht. Der Name der Brücke erinnert an die Überquerung der Waal am 20. September 1944, als amerikanische Fallschirmspringer mit Booten aus Canvas den Fluss während der Operation Market Garden überquerten.[3]

## Verkehr

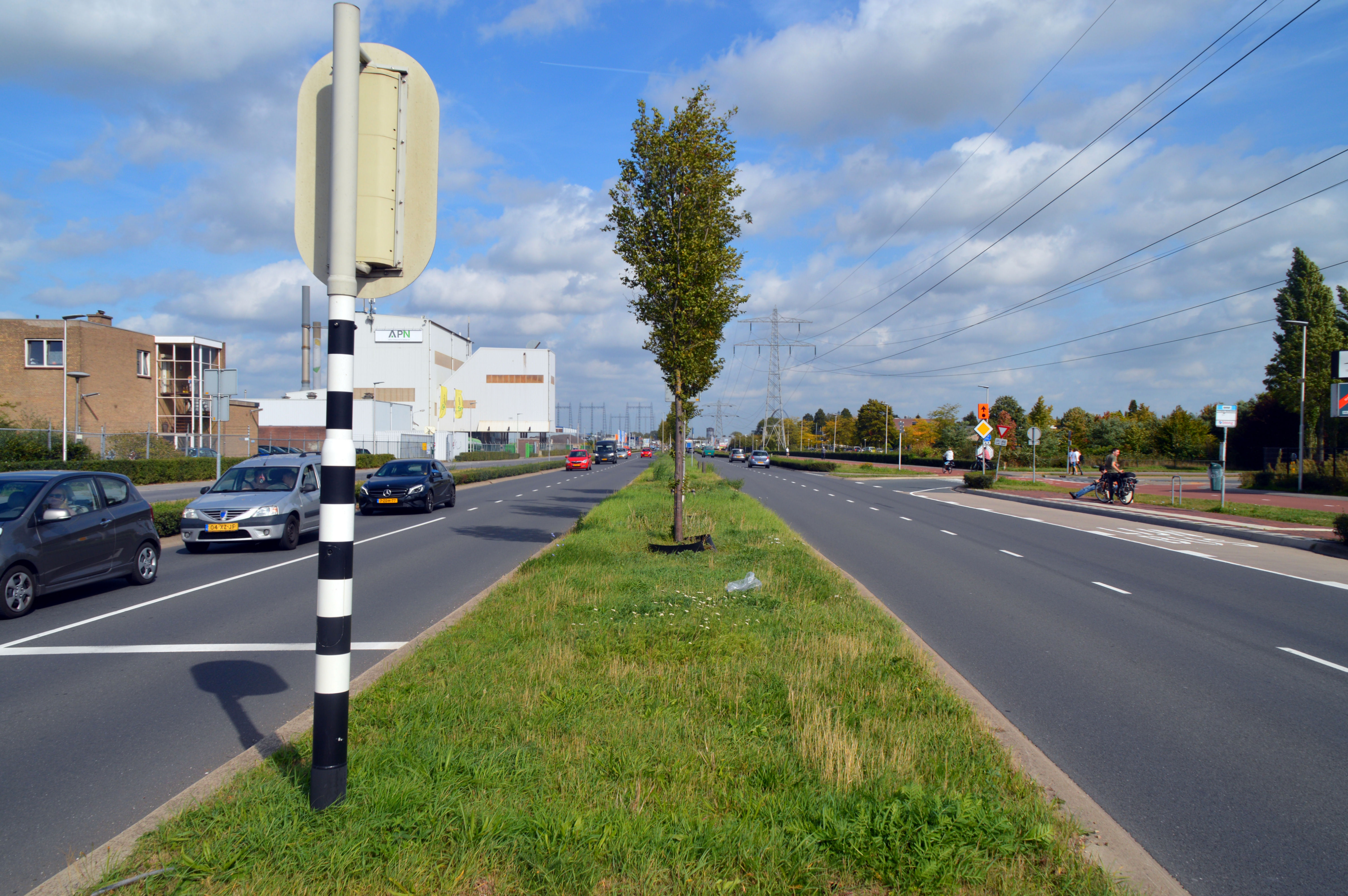
Der Energieweg als Teil der s 100

Im Süden des Bezirkes wird Nijmegen-Nieuw-West von dem Provinciale weg 326 durchschnitten, der den Rijksweg 50 mit Wijchen und dem Stadtzentrum von Nijmegen verbindet. Darüber hinaus verlaufen die Zubringerstraßen s 100, s 101, s 102 und s 103 durch den Bezirk. Nijmegen-Nieuw-West selbst ist nicht an das Schienennetz der Niederlande angebunden. Jedoch tangiert am Südrand die Bahnstrecke Tilburg–Nijmegen den Bezirk. Die nächstgelegenen Bahnhöfe sind Nijmegen und Nijmegen Goffert. Der Maas-Waal-Kanal ist eine essenzielle Verbindung zwischen den Flüssen Maas und Waal. Die Industriehäfen Noordkanaalhaven und Oostkanaalhaven sind wichtige Anlaufstellen für Containerschiffe und liegen am Maas-Waal-Kanal.

## Politik

### Politische Gliederung
Der Bezirk Nijmegen-Nieuw-West wird in folgende Viertel aufgeteilt:
| Nr. a | Ort                        | Einwohner b | Fläche (in km²) | Fläche (in km²) | Fläche (in km²) | Lage                                                         |
| Nr. a | Ort                        | Einwohner b | Land            | Wasser          | Gesamt          | Lage                                                         |
| ----- | -------------------------- | ----------- | --------------- | --------------- | --------------- | ------------------------------------------------------------ |
| 22    | Hees                       | 3.125       | 0,82            | 0               | 0,82            | Lage von Hees in der Gemeinde Nijmegen                       |
| 23    | Heseveld                   | 6.100       | 0,97            | 0               | 0,97            | Lage von Heseveld in der Gemeinde Nijmegen                   |
| 24    | Neerbosch-Oost             | 7.615       | 1,5             | 0,09            | 1,59            | Lage von Neerbosch-Oost in der Gemeinde Nijmegen             |
| 25    | Haven- en industrieterrein | 670         | 2,36            | 0,79            | 3,15            | Lage von Haven- en industrieterrein in der Gemeinde Nijmegen |
| 04    | Nijmegen-Nieuw-West        | 17.510      | 5,65            | 0,88            | 6,53            | Lage von Nijmegen-Nieuw-West in der Gemeinde Nijmegen        |